# Inondations de 2010 à Leh
Les inondations de 2010 à Leh, la plus grande ville du Ladakh, une région de l’extrême nord de l'Inde, ont eu lieu le 6 août 2010 à Leh. Au moins 193 personnes ont été déclarées mortes,, cinq d'entre elles étaient des touristes étrangers, après une pluie torrentielle sous orage et de grosses pluies durant la nuit, des crues et des coulées de boue. Quelque 200 personnes étaient portées disparues, et des centaines d'autres laissées sans domicile après l’inondation qui causa de gros dégâts aux propriétés et aux infrastructures.

## Ville de Leh
La ville de Leh, la plus grande ville du Ladakh, est située sur un plateau à environ 3 500 mètres d'altitude. La ville, dont les habitants sont majoritairement bouddhistes, est décrite comme un "désert de haute altitude" et est réputée pour sa beauté naturelle. Leh reçoit environ 80 000 touristes étrangers et 100 000 touristes indiens par an. Août est le pic de la saison touristique quand des milliers de randonneurs occidentaux parcourent la région.
La pluviométrie dans cette région est normalement faible, avec des pluies éparses et de rares grosses averses.

## L'inondation
Les crues subites se sont produites après une nuit de fortes averses. La pluie torrentielle se produisit entre 0 h et 0 h 30 IST le 6 août 2010 amorçant les crues et glissements de boue sur la région. Leh, étant dans un désert froid, recevant une moyenne de pluie pour le mois d’août de 15,4 mm et la plus grande pluie jamais enregistrée durant 24 heures fut de 51,3 mm le 22 août 1933. En contraste, dans l'espace d'une heure et demie, Leh reçut une grande quantité d'eau, la quantité exacte étant disputée. Les chiffres seraient de 12,8 à 250 mm. (* les chiffres doivent différer d'un endroit à l'autre. Les orages étaient localisés, cf vidéo youtube),.
La pluie arriva après minuit et surprit tout le monde. Plusieurs bâtiments furent détruits entièrement ou en partie dont l’hôpital, le terminal des bus, la station de transmission radio et les tours de téléphonie, tant mobile que fixe. Même le système de communication de BSNL (Opérateur local) fut entièrement détruit. Les communications furent restaurées par l'Armée indienne. La station de bus locaux fut endommagée et quelques bus emportés par la torrent de boue à plus de 1 600 mètres. L'aéroport de la ville était endommagé mais vite réparé et les vols acheminant les secours étaient attendus le jour suivant. Le village de Choglamsar, à l'Est de Leh, fut particulièrement touché,.
D'après les officiels locaux, les 3 000 touristes estimés dans la région (dont 1 000 étrangers) étaient saufs. Les chiffres officiels ne font malheureusement pas état des pertes militaires, souvent basées dans des zones inondables.

## Les secours
Les efforts de secours ont été gênés par le mélange d'eau et de boue qui atteignait jusqu'à trois mètres de haut à certains endroits. De plus, plusieurs routes — pour ne pas dire toutes — allant à Leh ont été endommagées, ce qui rendit difficile l'accès aux camions pour les secours. Quatre cents personnes sérieusement atteintes furent évacuées et certaines ont été admises à l’hôpital militaire de Leh. Les soldats de l'armée indienne commencèrent une opération de sauvetage massive quelques jours après la catastrophe. Les touristes présents sur place ont été les premiers à aider les Ladakhi après les inondations.